# Trumpler 14
Trumpler 14 (Tr 14) là một cụm sao mở với đường kính 6 năm ánh sáng (1,8 pc), nằm trong các khu vực bên trong của Tinh vân Carina, khoảng 2.753 parsec (2.753 pc)   từ Trái đất. Cùng với Trumpler 16 gần đó, chúng là cụm chính của quần thể sao Carina OB1, là cụm sao lớn nhất trong Tinh vân Carina, mặc dù Trumpler 14 không lớn hoặc lớn như Trumpler 16.
Khoảng 2000 ngôi sao đã được xác định trong Trumpler 14. và tổng khối lượng của cụm được ước tính là 4,300 M☉.

## Niên đại
Đây là một trong những cụm sao trẻ nhất được biết đến, ước tính dao động từ 300 đến 500 nghìn năm. Để so sánh, cụm siêu sao khổng lồ R136 có khoảng 1 đến 2 triệu năm tuổi, và Pleiades nổi tiếng là khoảng 115 triệu năm tuổi.

## Các thành viên
Do vị trí của nó nằm trong các phần bên trong của Tinh vân Carina, Trumpler 14 hiện đang trải qua quá trình hình thành sao khổng lồ. Kết quả là, cụm sao bao gồm nhiều ngôi sao thuộc loại phổ O đến đầu A, có khối lượng rất lớn (ít nhất là gấp 10 lần khối lượng mặt trời), tồn tại trong thời gian ngắn và nóng (20000 K). Thành viên sáng giá nhất là HD 93129, một hệ thống ba gồm ba ngôi sao hạng O riêng lẻ. nó cũng bao gồm HD 93128, một ngôi sao O3.5 V((fc))z, một dãy sao chính cực kỳ nóng và trẻ.

## Tương lai
Trong vài triệu năm nữa, khi các ngôi sao của nó chết đi, nó sẽ bắt đầu kích hoạt sự hình thành của các ngôi sao giàu kim loại, và trong vài trăm triệu năm nữa, Trumpler 14 có thể sẽ tiêu tan.

## Hình ảnh

Hình ảnh của dãy sao Carina OB1. Trumpler 14 là cụm sao khổng lồ ở phía trên bên phải của trung tâm, Eta Carinae nằm góc dưới bên trái.
Trumpler 14 như được thấy bởi Multi-conjugate adaptive optics demonstrators (MAD) được gắn trên Kính thiên văn rất lớn (VLT) của ESO. Hình ảnh dựa trên sự kết hợp của bộ lọc K và H. Trường nhìn là khoảng hai phút cung.